# Hoya silvatica
Hoya silvatica är en oleanderväxtart som beskrevs av Ying Tsiang och P. T. Li. Hoya silvatica ingår i släktet Hoya och familjen oleanderväxter. Inga underarter finns listade i Catalogue of Life.